# Carex haematosaccus
Carex haematosaccus är en halvgräsart som beskrevs av Charles Baron Clarke. Carex haematosaccus ingår i släktet starrar, och familjen halvgräs.
Artens utbredningsområde är Madagaskar. Inga underarter finns listade i Catalogue of Life.